# Ermitage de Notre-Dame-de-Consolation (Pyrénées-Orientales)
L’ermitage de Notre-Dame-de-Consolation est un ancien ermitage comprenant une chapelle, situé sur le territoire de la commune française de Collioure dans les Pyrénées-Orientales, à 3 kilomètres au sud-ouest de la ville.

## Emplacement
L’ermitage et sa chapelle sont situés face à la mer Méditerranée, dominant l’anse de Collioure, sur un plateau à 147 mètres d’altitude. La colline est réputée pour ses sources,; la plus proche se trouve à 50 mètres au nord de la chapelle, et s’écoule à travers une construction de maçonnerie datée de la restauration de 1811.
Les bâtiments sont situés à 200 mètres à vol d’oiseau de la voie Domitienne. Le refuge est signalé sur les cartes du GR10.

## Architecture et mobilier
Le sanctuaire principal est composé d'une nef avec deux chapelles latérales, l'une dédiée à saint Ferréol et l'autre au Crucifix. Il a une longueur de 16,50 m et une largeur de 4,40 m.
On trouve à l'autel un retable du XVIIIe siècle (classée à titre d’objet aux monuments historiques), et derrière un camarill où l'on conservait les trésors de la chapelle.
La chapelle abrite de nombreux ex-voto en tous genres (cheveux, médailles, modèles réduits de bateaux, et même un crocodile empaillé). Un tableau ex-voto du capitaine Palegry et des bijoux de la Vierge et de l'Enfant Jésus (146 pièces), présentés sur 2 coussins sont également classés à titre d’objet aux monuments historiques.

## Historique
Un temple dédié à Neptune, puis à Poséidon, a été dressé par des marins à cet emplacement, en raison des sources d’eau. La chapelle est édifiée au XIIe siècle par des moines dominicains et cisterciens. Le lieu est mentionné en 1496 sous le nom Maria de Consolacio[source insuffisante], puis en 1549 comme étant une « chapelle d’ermite » (capella heremitana)[source insuffisante].
L’ermitage est bâti au XVIIe siècle ; des fêtes votives sont célébrées le 15 août et le 8 septembre (fête patronale). Il devient bien national sous la Révolution française, en 1790. Il rouvre en 1805 et est restauré en 1811. Les ermites sont alors des laïcs ; il y en a jusque dans les années 1950. Le bâtiment est restauré en 1975, et occupé par un hôtel.

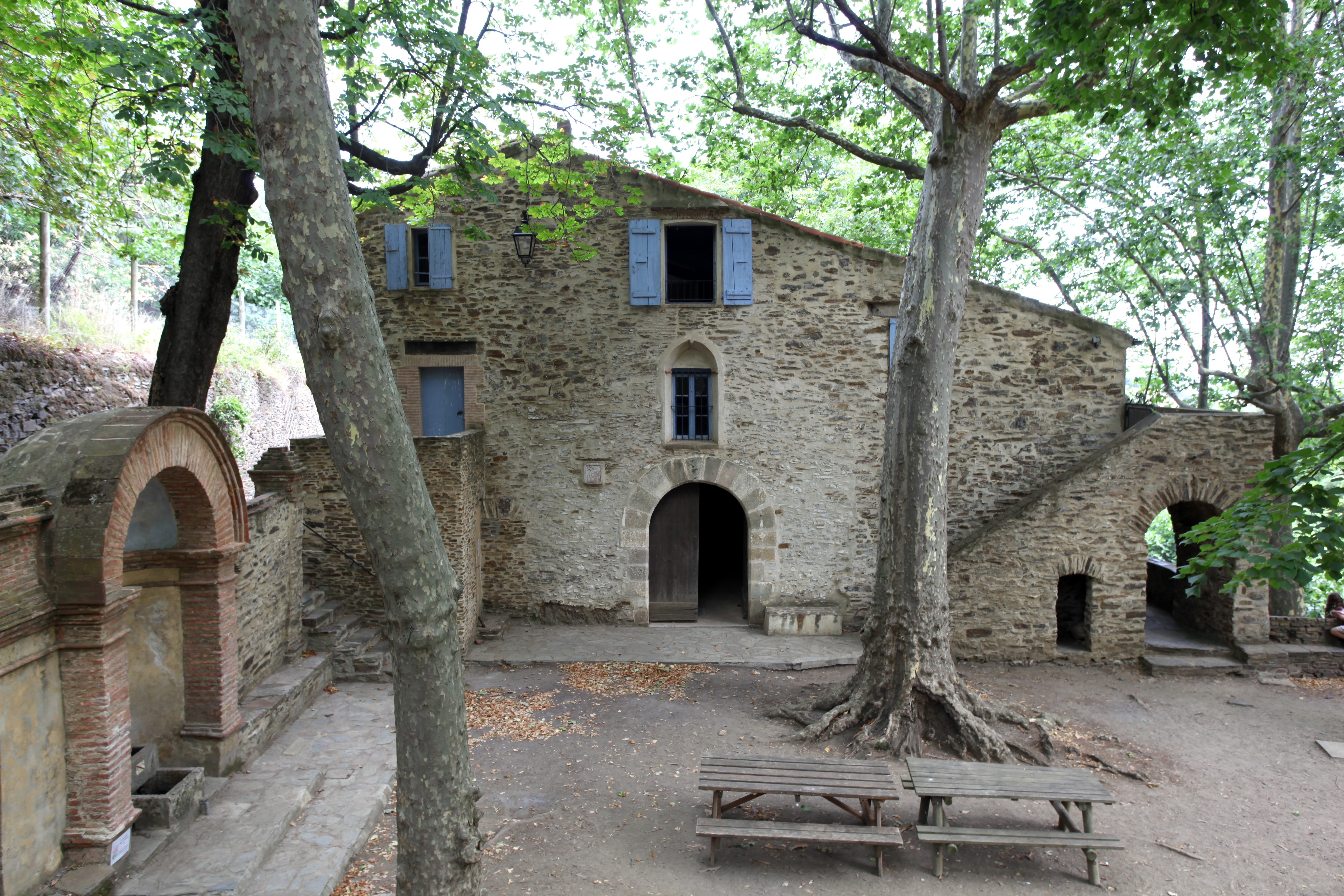
L’ermitage Notre-Dame de consolation : vue extérieure
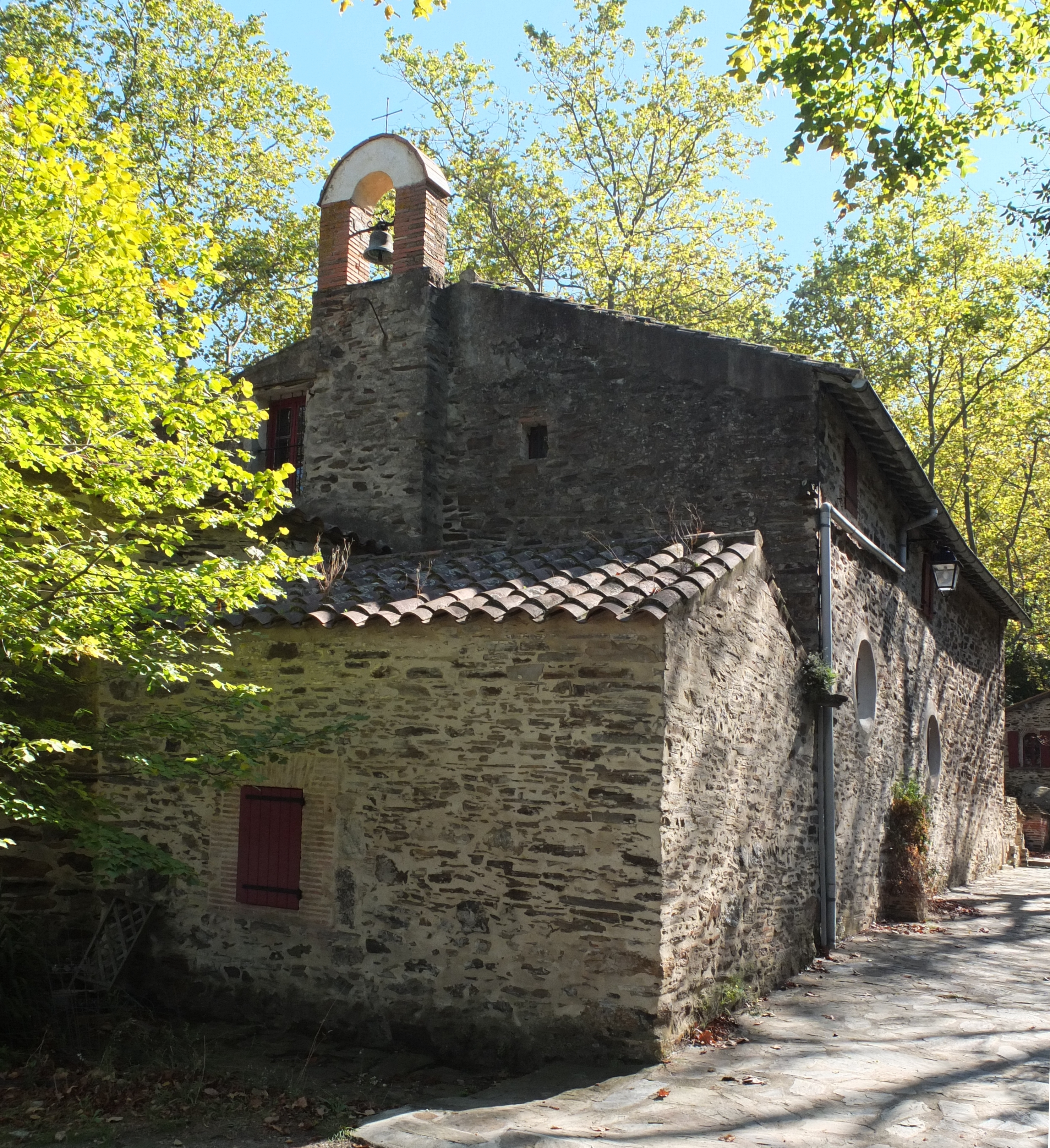
L’ermitage Notre-Dame de consolation : vue extérieure de la chapelle
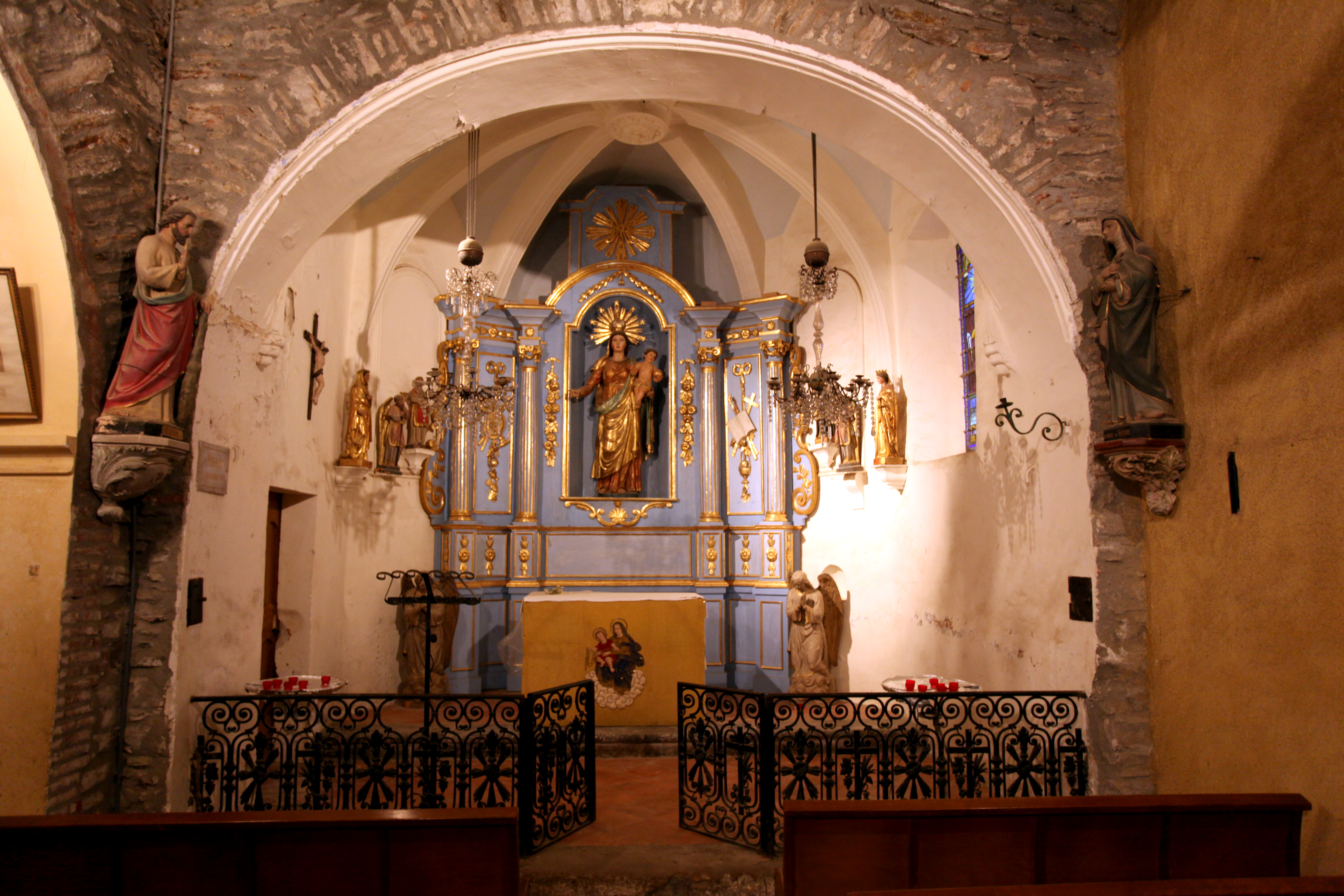
L’ermitage Notre-Dame de consolation : vue intérieure de la chapelle

## Pèlerinages
Les pèlerinages à l'ermitage ont lieu le 18 août et le 8 septembre.

## Culture populaire
La barque de pêche catalane Notre-Dame-de-Consolation, classée à titre d’objet aux monuments historiques, tient son nom de cet ermitage ; elle a été construite à Collioure en 1912, mais est aujourd’hui hébergée à Port-Vendres.
L’auteure française Mme Amable Tastu (1798 † 1885) a écrit au sujet de l’ermitage un poème intitulé L’Ermitage de Notre-Dame-de-Consolation (disponible sur wikisource), paru dans le recueil Poésies publié en 1826.